# بوب هارو
بوب هارو (بالإنجليزية: Bob Haro)‏ هو دراج أمريكي، ولد في 29 يونيو 1958 في باسادينا في الولايات المتحدة.